# Famille de Rosnyvinen
La famille de Rosnyvinen est une ancienne famille aristocrate bretonne dont les ancêtres étaient seigneurs de Piré, du Plessis-Guériff (en Piré), du Plessis-Bonenfant (en Saulnières), de Rosnyvinen (en Loc-Eguiner) et de Kerancoat (en Loperhet). Cette famille a donc des origines en Basse-Bretagne, et particulièrement dans le Léon, même si elle s'est par la suite implantée principalement au sud de Rennes en Haute-Bretagne. Elle possédait aussi la seigneurie de Beauregard en Saint-Méloir-des-Ondes. Aux XVIIIe siècle et XIXe siècle, les marquis Rosnivynen de Piré ont joué un rôle important dans l'histoire politique de la Bretagne.

## Une famille d'ancienne noblesse

Le blason de la famille de Rosnyvinen

La famille de Rosnyvinen (ou Rosnivinen) a vu ses titres de noblesse confirmés lors du registre de confirmation de la noblesse du pays et duché de Bretagne par lettres patentes du Roi datées de janvier 1668, confirmant « ladite dame d'Espinoze en ladite qualité de voulloir soustenir pour sesdicts mineurs les quallités d'escuyer, messires et chevalliers pour [eux], et leurs predecesseurs prises de tous temps immémorial (...) et qu'ils portent pour armes d'or à la hure de sanglier de sable arachée, et armée de gueule bordée, et engrellée de mesme (...) ».
La devise des Rosnyvinen est : Non ferit nisi læsus ("Il ne frappe que s’il est blessé"). Cette devise a été reprise par la commune de Piré-sur-Seiche, ainsi que leur cri:" Défends-toi !"
Pol Potier de Courcy décrit ainsi la famille de Rosnyvinen dans son "Nobiliaire et armorial de Bretagne" :

« Rosnyvinen (de), sr dudit lieu, trève de Loc-Eguiner, par. de Ploudiry, — de Keranhoat, par. de Loperhet, — de Trébéolin, par. de Dirinon, — de Guitté, par. de ce nom, — de Vaucouleurs, par. de Trélivan, — de Chambois et de Beauvais, en Normandie, — du Parc-Avaugour, au Maine, — du Plessix-Bonenfant et de Piré, par. de Piré, — de la Gromillais, par. de Québriac, — de Trémelgon, par. d’Ambon, — de Gamarec, par. d’Elven, — de Tilly, — de la Haye-d’Iré, par. de Saint-Rémy-duPlain, —comte de Maure, par.de ce nom, —s’deFouesnel, par. de Louvigné-de-Bais,
— de Beaucé, par. de Mélesse, — du Bouessay, — de Kerouzéré, par. de Sibiril,
— du Jarriay, par. de Rougé, — du Rible, par. de Plomodiern.
Ane. ext. chev., réf. 1669, onze gén.; réf. et montres de 1426 à 1562, par. de Ploudiry, Loperhet, Dirinon, Québriac, Plougastel-Daoulas et Trélivan, év. de Léon, Cornouaille et Saint-Malo.
D’or à la hure de sanglier de sable, arrachée de gueules et défendue d’argent ; aliàs : à la bordure engreslée de gueules. Devise : Dêfens-toi ; et aussi : Non ferit nisi læsus. »

## Généalogie simplifiée

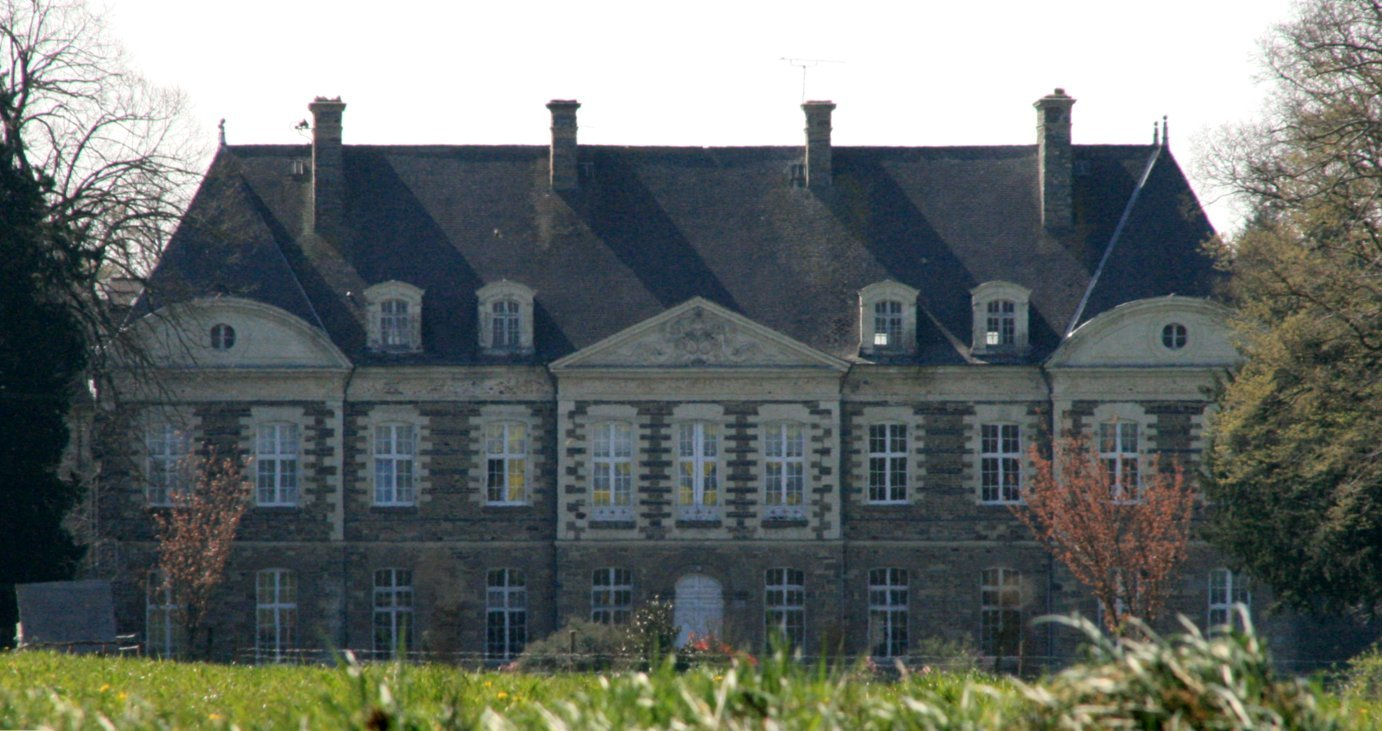
Le château de Piré-sur-Seiche.

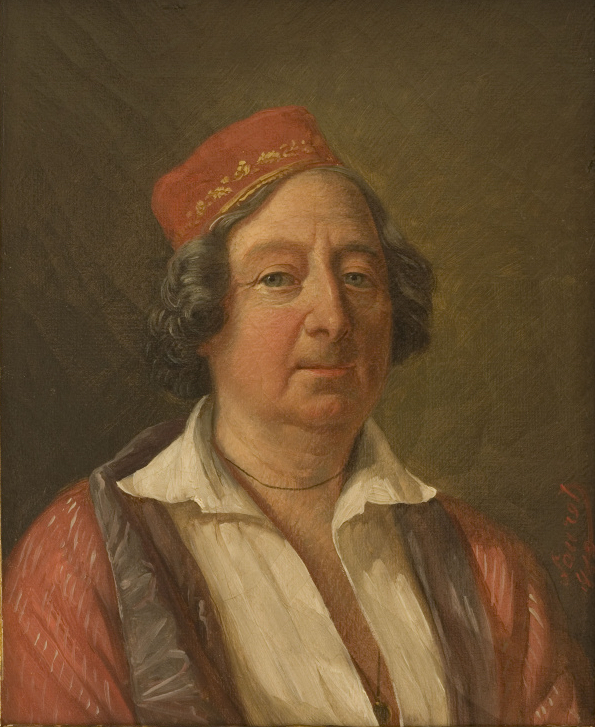
Le général Hippolyte-Marie-Guillaume de Rosnyvinen, baron de l'Empire.

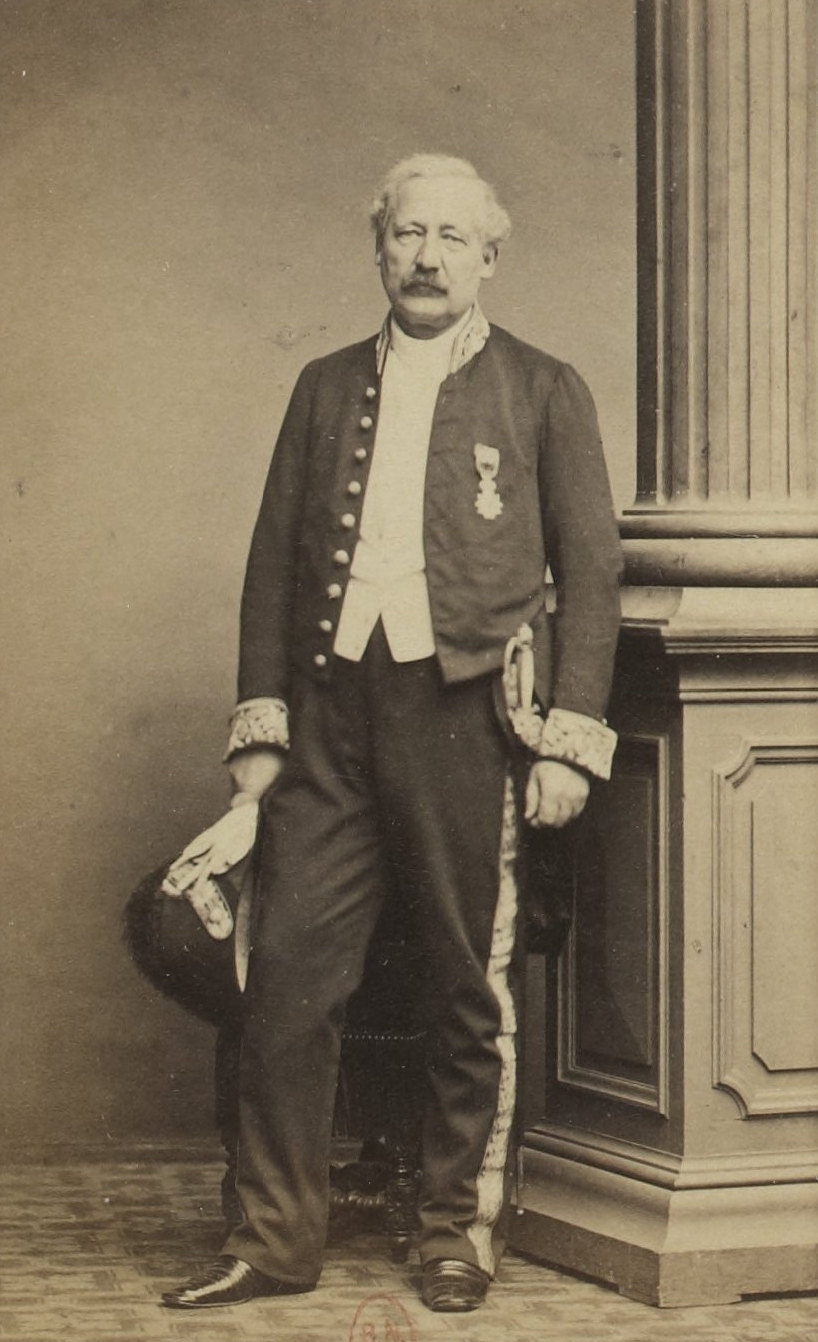
Alexandre-Élizabeth de Rosnyvinen de Piré, député d'Ille-et-Vilaine de 1856 à 1870.

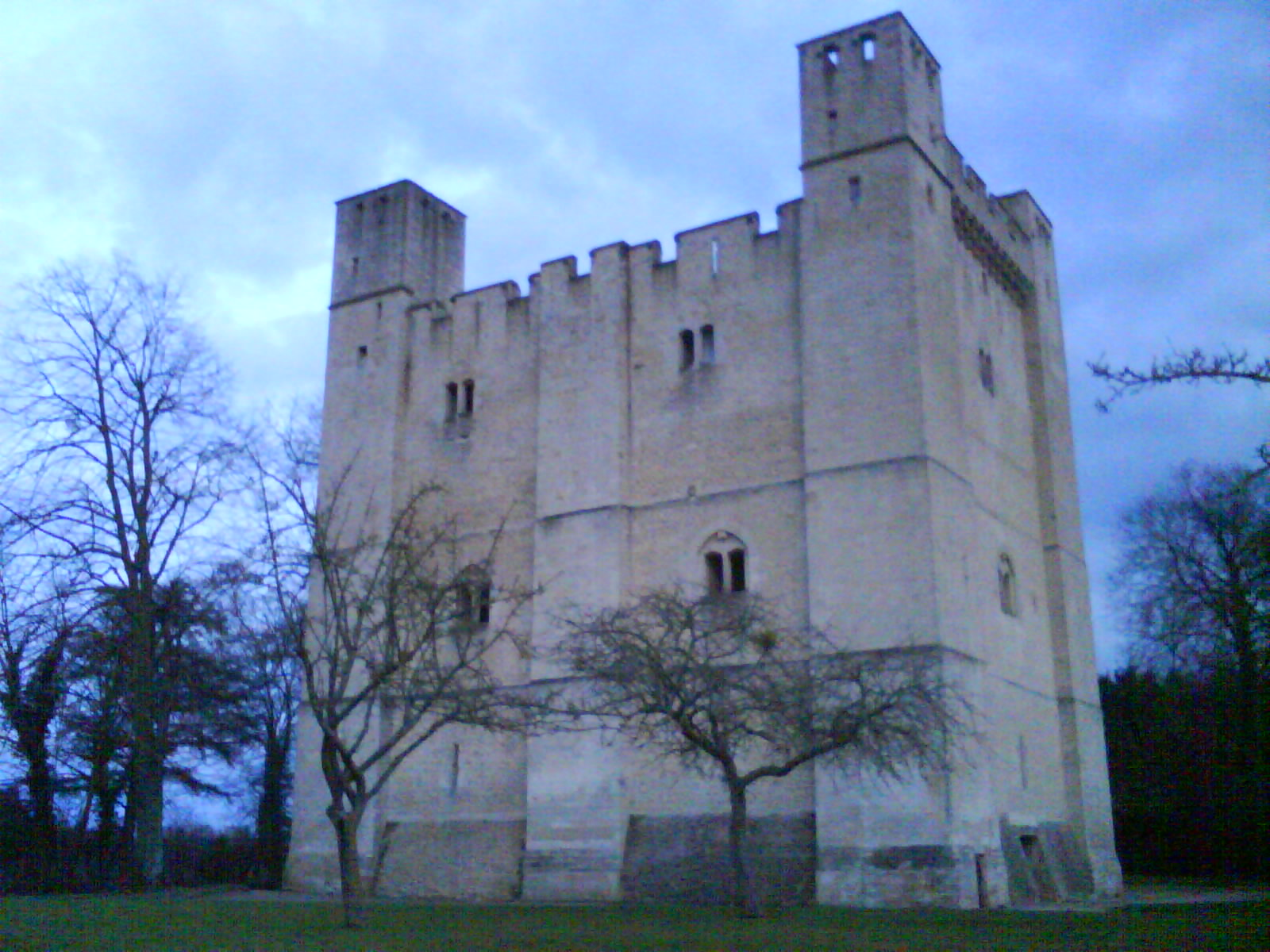
Le donjon de Chambois.

Selon le registre de réformation de la noblesse de Bretagne de 1668, le premier ancêtre connu est Geoffroy de Rosnyvinen qui vivait en 1338, qui aurait eu au moins deux enfants Jan [Jehannin] (écuyer sous les ordres de Bertrand Du Guesclin et présent à la montre de Thérouanne en 1383) et Guillaume de Rosnyvinen, dont la descendance peut être ainsi résumée :
- Olivier de Rosnyvinen (fils de Jan), était seigneur de Rosnyvinen et aurait eu au moins deux fils Jan II de Rosnivinen et Olivier II de Rosnivinen.
  - Jan II de Rosnyvinen fut gouverneur de Dinan (capitaine du chastel de Dinan en 1469), grand échanson du roi Charles VII ; au service du connétable Arthur de Richemont, le 3 juin 1433 à Chinon, il porte un coup d'épée dans le ventre de Georges Ier de La Trémoille, lequel n'est que légèrement blessé[8]; en 1436, il participe au combat de Saint-Denis contre les Anglais, mais ensuite ces derniers le font prisonnier (libéré après rançon)[9]. En 1450, il participe à la bataille de Formigny. Jan II de Rosnyvinen épousa le 23 février 1423 à Dinan Béatrix de Guitté qui lui apporta les terres de Guitté, du Quellennec en Lanouée et de Vaucouleur en Trélivan[10]; ils eurent au moins quatre enfants : François, Guillaume, Guy et Anne. Il est archer de la garde du duc François II de Bretagne en 1481[11]. Comme il hérita de sa femme les terres de Guitté, il est connu aussi sous le nom de "Jean de Guitté"[12]. Il est enterré à l'abbaye de Daoulas[9].
    - François du Rosnyvinen, décédé le 5 octobre 1505, marié le 20 mai 1452 avec Catherine (ou Gillette) de Châteaubriand, fille du sire de Beaufort et du Plessis-Bertrand[13] (en Saint-Coulomb).
      - Guillaume du Rosnyvinen, seigneur de Guitté et de Vaucouleur en Trélivan, marié avec Artuse de Romilley.
        - Guy du Rosnyvinen, seigneur de Guitté et de Vaucouleur, assassiné en 1565, marié avec Jacquemine du Boisriou.

  - Olivier II de Rosnyvinen, marié vers 1410 avec Havoise de Clécunan (Kernechulan), dame de Keranhoat (Kerancouet), originaire de Loperhet ; ils eurent au moins cinq fils : Louis, Jean, Olivier III, Guillaume et Estienne[14].
    - Louis de Rosnyvinen, seigneur de Kerancouet, marié avec Ne de Kermarvan, aurait eu au moins deux enfants : Allain et Ollive (une fille) de Rosnivinen. En 1478, il est nommé par le duc François II de Bretagne au commandement de la place de La Roche-Morvan qui vient d'être prise au vicomte Jean II de Rohan[15]. Il est décédé probablement en 1485 car Jean de Rohan, vicomte de Léon, accorde la charge de capitaine de « son chastel et place de La Roche-Maurice » à Porceval de Lézormel cette année-là « en raison du décès de feu Louis de Rosnyvinen »[16]
      - Allain de Rosnyvinen, marié à Janne de Guitté, aurait eu deux filles : l'aînée Perrinne, mariée avant 1490 avec Prigeant de Coatmené (Prigent de Coëtmenec'h)[17]; la cadette Béatrice, mariée à un membre de la famille de Kersauson.

    - Guillaume de Rosnyvinen (frère cadet de Louis de Rosnyvinen), né vers 1420, seigneur de Champorin, premier échanson de France en 1446 (succédant dans cette charge à son oncle Jan II de Rosnyvinen), maître des Eaux et forêts de France[18], chambellan du roi Charles VII, décédé en 1494. En 1448, il intercède près du roi Charles VII en faveur de la libération de Gilles de Bretagne, neveu du roi, détenu par son père Jean V de Bretagne. En 1457, il est capitaine de Vire et en 1465 il est nommé gouverneur de Saint-Aubin-du-Cormier dont il remet en état les fortifications et complète le système de défense mais sa garnison affaiblie par le départ de troupes envoyées à Nantes et n'obtenant pas de renforts, fut obligé de capituler face à l'armée française lors de la bataille de Saint-Aubin-du-Cormier en 1488. Bertrand d'Argentré a écrit à son propos : « Il fut capitaine du château de Saint-Aubin, et, après le siége de Nantes levé, les Français vinrent planter le siège devant cette place, y ramenant toute l'artillerie qu'ils avaient au siège de Nantes. Les soldats qui lui furent donnés à la garde du château s'étonnèrent, et peu à peu l'abandonnèrent, de sorte qu'ils le laissèrent avec peu de gens. Lors commandait en la ville de Rennes le capitaine Guybé, qui d'ailleurs ne lui voulait pas de bien, et ne put obtenir secours de lui, à cause de quoi il fut contraint de rendre la place, dont depuis il mourut, et git aux Cordeliers de Dinan, où se voit sa sépulture de ce jour »[19]. Guillaume de Rosnyvinen s'était marié le 23 janvier 1448 avec Perrine de Meullent, dame du Parc d'Avaugour (originaire de Brecé, près de Gorron et décédée le 16 juillet 1470 à Dinan)[20], puis le 23 janvier 1471 avec Hélène de Bonenfant, héritière du Plessis-Guériff, dont il eut au moins cinq enfants dont :
      - François de Rosnyvinen, né en 1478, décédé en 1513, marié en 1509 avec Magdelaine Pesnel (ou Marie Paynel).
        - François II de Rosnyvinen, seigneur du Plessis-Guériff, né vers 1510, marié en 1530 avec Renée du Gué de Sernon et décédé vers 1558.
          - Guy de Rosnyvinen, décédé en 1565, marié avec Perronnelle de la Villarbois puis avec Claude de Camarec, originaire d'Elven[21].
            - Claude de Rosnyvinen, né en 1559, décédé en 1585, marié en 1576 avec Claude d'Argentré.
              - Bertrand de Rosnyvinen, né en 1580, décédé en 1660 à Rennes, sieur du Plessix-Bonenfant, conseiller au Parlement de Bretagne, marié le 11 mars 1597 avec Louise du Chastellier (décédée le 22 juillet 1622), puis marié le 26 septembre 1623 avec Gillette de la Blinaye.
                - Jan III de Rosnyvinen (fils de Louise du Chastellier), seigneur de Piré, décédé le 24 janvier 1662 à Rennes, marié le 16 janvier 1643 avec Michelle d'Espinoze.
                - Charles de Rosnyvinen (fils de Gilette de la Blinaye), marié le 16 septembre 1643 avec Marguerite d'Espinoze [ou d'Espinoy] (laquelle se remaria par la suite avec Jean de Boisgélin, seigneur de Mesneuf)[22]. Il était aussi seigneur de Saint-Rémy-du-Plain où il avait un droit de prééminence en raison de sa terre du Laurier[23].
                  - François de Rosnyvinen
                  - Christophe de Rosnyvinen, seigneur de Piré, décédé le 24 février 1732 ; c'est lui qui en 1722 rase le château de Plessis-Guériff et le reconstruit (c'est l'actuel château de Piré qui fut vendu en 1854 par le marquis de Piré au vicomte Nicolay, revendu en 1866 à la famille Carron-de-la-Carrière, puis en 1932 à la Congrégation des Pères du Saint-Esprit qui l'a revendu en 2011[24]). il est le véritable auteur des tomes III et IV de "L'Histoire des ducs de Bretagne, publiés en 1739 par l'abbé Deffontaines et consacrés à l'histoire de la Ligue en Bretagne[25]. Il fut conseiller au Parlement de Bretagne. Marié le 1er septembre 1676 avec Louise Prudence Descartes (château de Chavagne à Sucé-sur-Erdre - Loire-Atlantique) et cousine du célèbre philosophe René Descartes[26].
                    - Eustache de Rosnyvinen, auteur d'un manuscrit sur la famille de sa mère, la famille Descartes[27].
                    - Jean-Baptiste de Rosnyvinen, (frère aîné d'Eustache de Rosnyvinen), marquis de Piré, marié le 12 mars 1701 avec Gabrielle-Judith Picquet de la Motte, fille du greffier en chef du Parlement de Bretagne et héritière du comté de Maure, et décédé en 1719. Sa veuve se retira dans ses terres, au manoir des Champs en Lohéac où elle ne mourut qu'en 1778[28]. 
                      - Guillaume-Gabriel-Marie-Joseph-Joachim de Rosnyvinen, né le 30 août 1712 à Rennes, marquis de Piré, marié le 13 novembre 1732 avec Louise-Émilie Visdelou, décédé le 16 mars 1796 à Rennes. En 1753, on écrit de lui : « Il est d'une des meilleures noblesses, il a beaucoup de mérites, mais peu de biens »[29]. En 1765, à la fin du règne de Louis XV, il fut impliqué dans la fronde de La Chalotais et dut s'exiler un temps. Il préside la noblesse bretonne lors des États de Bretagne de 1770[30]. 
                        - Pierre-Marie de Rosnyvinen, marquis de Piré, né le 28 juin 1739 à Rennes, comte de Piré, seigneur de Fouesnel (en Louvigné-de-Bais), décédé le 7 février 1802 à Rennes, marié le 13 mars 1773 à Saint-Malo avec Hélène-Marie Éon du Vieux-Chatel. Enseigne de vaisseau et aussi seigneur du Plessis-Raffray, ses biens furent confisqués pendant la Révolution française. En 1803, il rédigea un mémoire sur les avantages de la construction d'un réseau de canaux en Bretagne, arguant du mauvais états des routes, et des différents blocus maritimes imposés par les anglais, son projet apparaît sur le plan Caze de la Bove de 1783, revu en 1806. cependant son projet ne fut pas retenu, et le 28 décembre 1803, le projet de Joseph Liard est adopté par le Conseil Supérieur des Ponts-et-Chaussées. 
                          - Guillemette de Rosnyvinen de Piré, mariée avec François de la Villéthéart, décédée en 1824. Émigrée avec son mari à Jersey pendant la Révolution française. Ils rachetèrent leurs biens dont ils avaient été spoliés grâce au milliard des émigrés[31].
                          - Hippolyte-Marie-Guillaume de Rosnyvinen, marquis de Piré, né le 31 mars 1778 à Rennes, décédé le 21 juillet 1850 à Paris, marié le 24 novembre 1801 avec Marie-Pauline-Émilie Hay des Nétumières, fut émigré, participant par exemple au débarquement de Quiberon en 1795, puis à la Chouannerie en 1796 sous les ordres du marquis de Puisaye avant de devenir général d'Empire, participant aux batailles d'Austerlitz, d'Eylau, de Friedland, etc. et d'être fait baron de l'Empire en 1808 ; il dut émigrer aux débuts de la Restauration ; rentré en grâce, il rentre en 1819 et se retire au château de Piré. Son nom figure sur l'Arc de triomphe de l'Étoile. Grand officier de la Légion d'honneur.
                            - Ernest de Rosnyvinen, comte de Piré, né le 6 février 1804 à Rennes, décédé le 21 février 1840 à Paris, fut page de l'impératrice de Russie en 1815, puis officier de la garde impériale russe. Il se maria en février 1827 avec Sidonie de Sampigny d'Issoncourt.
                              - Gabrielle de Rosnyvinen de Piré, née le 26 juillet 1828 à Riom (Puy-de-Dôme) s'est marié le 29 mars 1845 avec son oncle Hyppolyte Victor Marie de Rosnyvinen (né le 30 septembre 1815 à Rennes et décédé le 1er septembre 1847 au château de Piré)[32] et remariée le 15 janvier 1849 avec Louis Auguste Marie de France (1814-1881).
                                - Amélie de France, née le 26 août 1854, décédée le 4 janvier 1922 à Miniac-Morvan, mariée le 18 janvier 1876 à Miniac-Morvan avec Gaston de Villèle, né le 25 novembre 1848 à Saint-André (La Réunion), décédé le 1er juin 1910 à Miniac-Morvan, zouave pontifical.
                                  - Anne-Marie-Josèphe-Françoise de Villèle, mariée le 26 novembre 1908 à Miniac-Moravan avec son cousin Léon de Villèle (le comte Joseph de Villèle, célèbre ministre pendant la Restauration, est un arrière-grand-oncle des deux époux)[33].

                            - Alexandre-Élisabeth de Rosnyvinen, marquis de Piré, né le 18 juillet 1809 à Rennes, décédé le 16 février 1885 à Rennes, marié le 11 septembre 1843 à Rennes avec Laure-Julie-Émilie de Lambilly, fut élu conseiller général du canton de Janzé en 1853, député d'Ille-et-Vilaine de 1856 à 1869 (membre du Corps législatif pendant les IIe et IIIe législature du Second Empire) et reconduit pendant la IVe législature qui s'interrompit en 1870 lors du renversement de Napoléon III. Siégeant à droite, il fut un des membres les plus ardents de la majorité à la fois impérialiste et catholique, et vota en faveur de la plupart des mesures proposées par l"e gouvernement impérial, y compris les lois les plus répressives. Il eut une réputation d'excentricité[34]. « Il a de l'esprit, mais il en a presque toujours mal à propos et en dehors du sujet » a-t-on dit de lui (...). « Il emploie un quart d'heure à  annoncer qu'il parlera pendant dix minutes »[30].

                  - Catherine de Rosnyvinen (sœur de François et Christophe de Rosnyvinen)

              - Mathurin de Rosnyvinen (frère puîné de Bertrand de Rosnivinen), escuyer, sieur de Camarec, marié avec Françoise Goiré.
                - René de Rosnyvinen, marié avec Réne du Boishamon.
                - Alexandre de Rosnyvinen, qui fut recteur de Domagné.
                - Hippolyte-Louis de Rosnyvinen.

    - Olivier III de Rosnyvinen (fils d'Olivier II de Rosnyvinen et de Havoise de Clunécan), fut gouverneur de Lagny-sur-Marne en 1454 et maître d'hôtel du duc d'Alençon en 1469[35]. Il se maria avec Marie de Tilly, fille de Jean V de Tilly, seigneur de Chamboy.
      - Maurice de Rosnyvinen, seigneur de Chamboy (Chambois), mariée avec Marguerite de Vassy.
        - Gilles de Rosnyvinen, marié le 9 mars 1518 avec Nicole de Guiry.
          - Pierre de Rosnyvinen, seigneur de Chamboy, marié avec Marie du Quesnel.
            - Alain de Rosnyvinen, seigneur de Chamboy et de Montreuil, écuyer, marié avec Anne de Vassy, puis avec Marie de Corday.
              - Pierre de Rosnyvinen (fils de Marie de Corday), gouverneur de Caen et de Pont-de-l'Arche, maréchal des camps et armées du roi, marié le 3 mai 1628 avec Louise d'Illiers
                - Pierre II de Rosnyvinen, seigneur de Chamboy, marié le 23 décembre 1674 avec Catherine de La Planche.
                - Hercule Pomponne de Rosnyvinen, seigneur de Chambois, né le 22 décembre 1642 (ou 1652) au château de Caen, marié le 30 juillet 1673 à Chambois avec Marguerite de Bailleul. Sa tombe est dans l'église de Chambois.
                  - Pierre Charles Philippe de Rosnyvinen, marquis de Chambois, né en 1677 à Chambois, capitaine du régiment de Villiers (en septembre 1742, il participe au siège de Prague (1742) dans le cadre de la guerre de Succession d'Autriche où il commande la brigade de Navarre[36]. Décédé avant 1758, marié le 5 juin 1714 avec Marguerite Leroux, puis avec Marguerite Beaupré, il épouse enfin le 3 mai 1735 au Theil-sur-Huisne Marie Marguerite Roger, fille du Sieur Blaise et de Catherine de Rhetre. Les époux présentent alors deux enfants qu'ils déclarent comme étant de leur fait : Marie Marguerite, baptisée paroisse Saint-Saturnin de Chartre le 30 août 1728, et Pierre Charles Philippe, qui suit.
                    - Pierre Charles Philippe II de Rosnyvinen, marquis de Chambois, né le 9 juin 1731 à La Madeleine-Bouvet, page de la Grande Écurie du Roi, lieutenant-colonel au régiment Royal-Etranger de cavalerie en 1772. Marié le 31 décembre 1759 avec Madeleine de Neveu, fille de Pierre de Neveu, seigneur d'Arras dans le Vendômois[37].
                      - Madeleine de Rosnyvinen, née vers 1760, décédée le 18 août 1844, mariée en 1777 avec Louis d'Avesgo de Coulonge, seigneur et comte de Coulonges

## Pour approfondir